# داگلاس ایکس‌اف‌دی
داگلاس ایکس‌اف‌دی (به انگلیسی: Douglas XFD) یک هواپیمای ساختِ کارخانهٔ شرکت هواپیماسازی داگلاس در کشور ایالات متحده آمریکا است. این هواپیما برای نخستین بار در ۱ ژانویه ۱۹۳۳ میلادی مورد استفاده قرار گرفت.